# Dammartin-en-Serve
Dammartin-en-Serve ist eine Gemeinde im französischen Département Yvelines in der Region Île-de-France. Sie gehört zum Kanton Bonnières-sur-Seine (bis 2015 Kanton Houdan) im Arrondissement Mantes-la-Jolie. Sie grenzt im Norden an Le Tertre-Saint-Denis, im Nordosten an Flacourt, im Osten an Boinvilliers, im Südosten und im Süden an Montchauvet, im Südwesten an Tilly und Flins-Neuve-Église und im Westen an Longnes. Die Bewohner nennen sich Dammartinois.

## Bevölkerungsentwicklung
| Jahr      | 1962 | 1968 | 1975 | 1982 | 1990 | 1999 | 2008 | 2013 |
| --------- | ---- | ---- | ---- | ---- | ---- | ---- | ---- | ---- |
| Einwohner | 427  | 454  | 505  | 596  | 708  | 943  | 993  | 1108 |

## Sehenswürdigkeiten

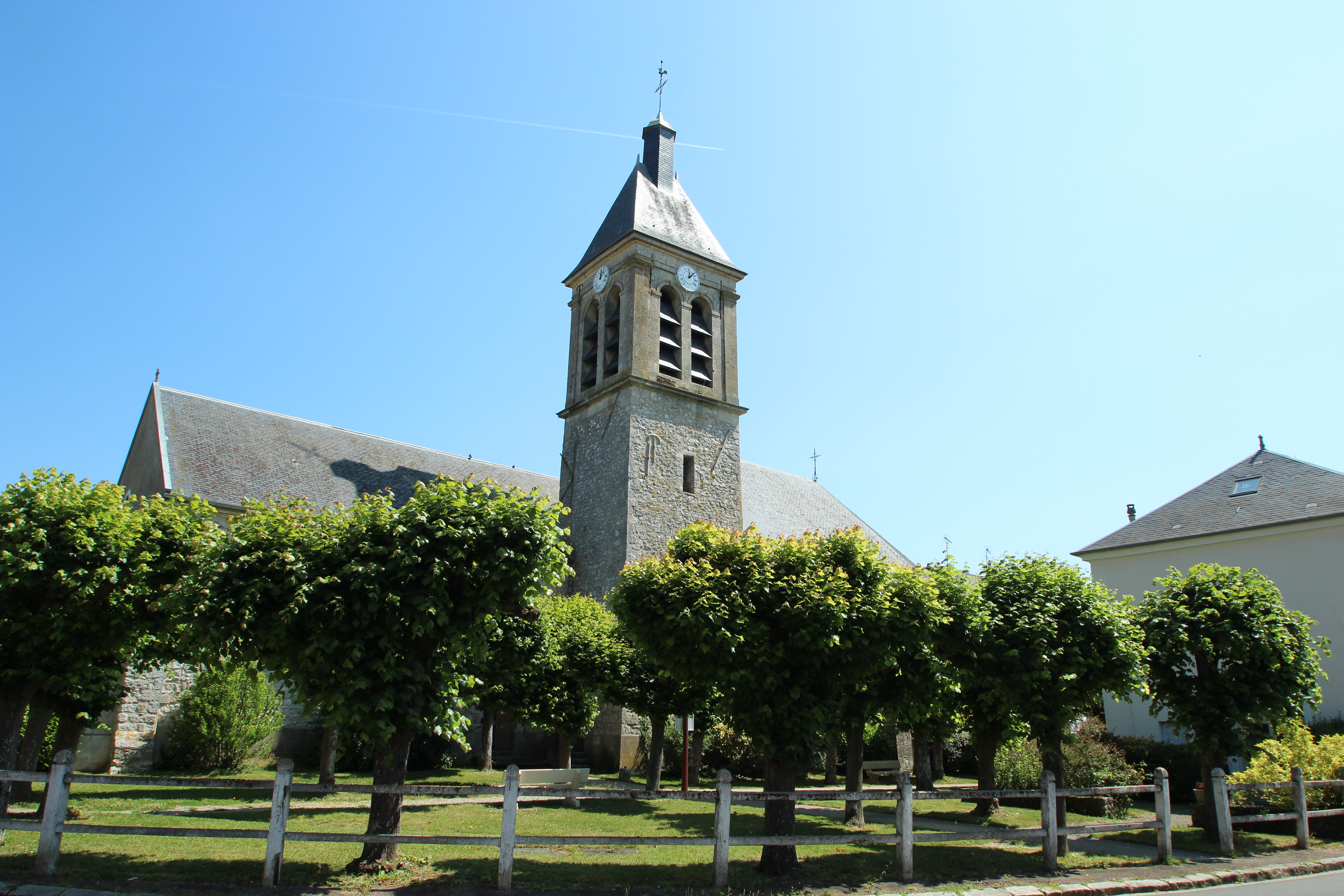
Kirche Saint-Martin
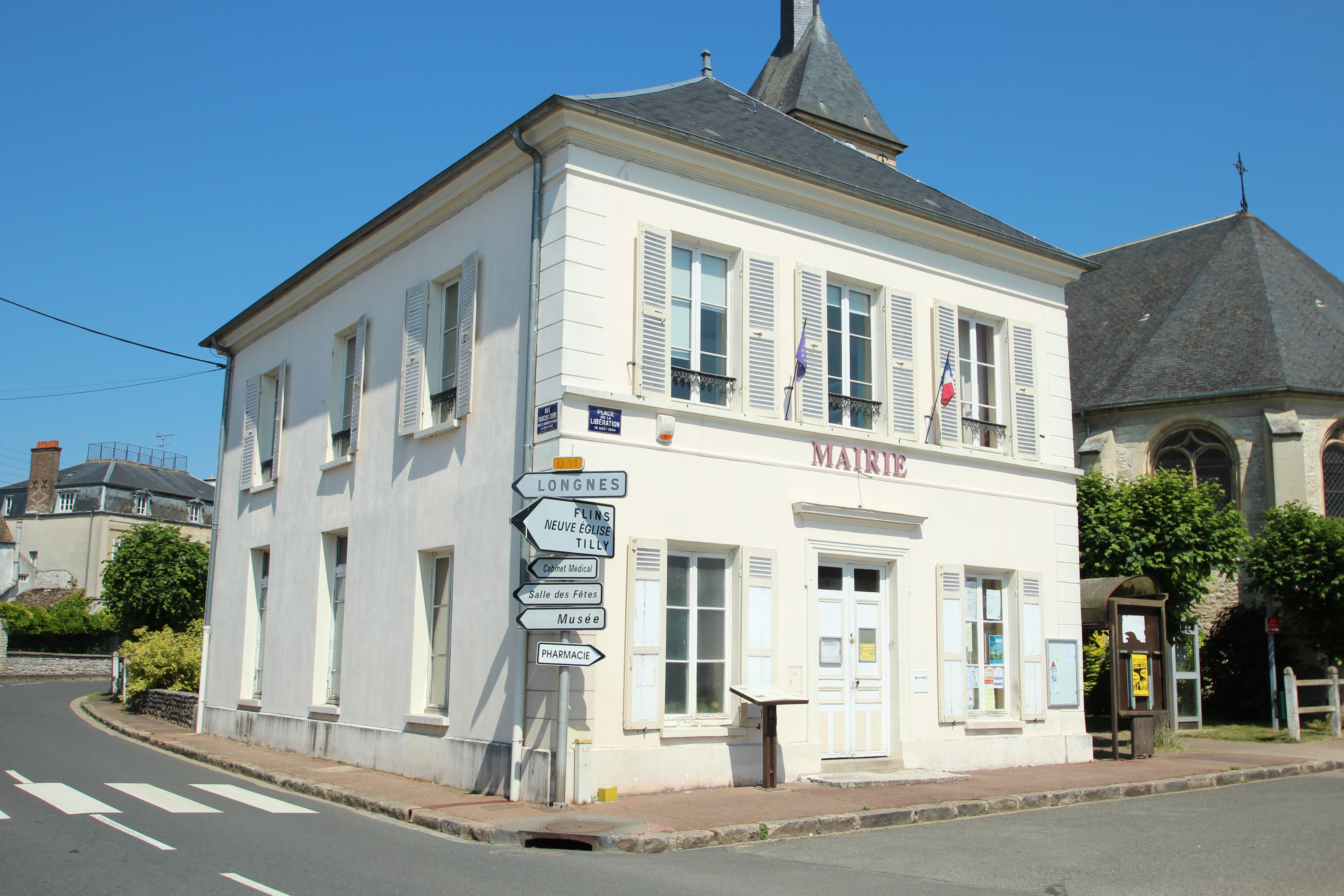
Mairie (Rathaus)
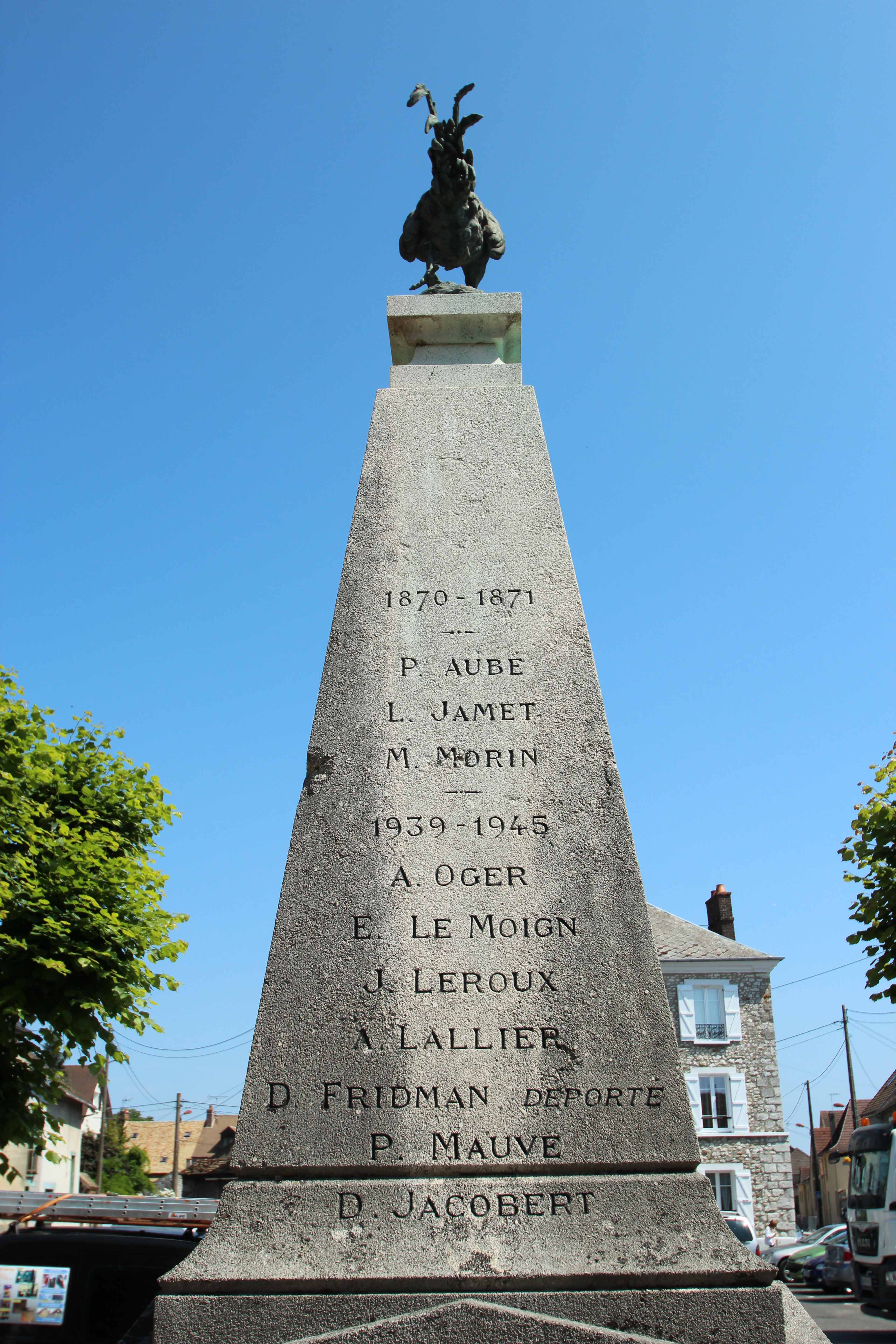
Kriegerdenkmal

- Kirche Saint-Martin
- Mairie (Rathaus)
- Kriegerdenkmal